# Битва при Куортане
Битва при Куортане — битва, яка відбулась 20 серпня (1 вересня) 1808 року при Куортане в ході російсько-шведської війни 1808—1809 років (у шведів називається битва при Руоне).

## Перед битвою
Весною 1808 року нечисленні та розкидані територією Фінляндії російські війська зазнали ряду невдач та перейшли до оборони.
Для виправлення ситуації на заміну генералу Раєвському командувачем війська став граф Каменський, соратник Олександра Суворова, герой «Чортова моста». Він отримав лише один наказ — «перемогти».
12 липня генерал Каменський прибув до корпусу, який відступав від Алаво до Тавастехусу. Він зупинив його на паралелі міста Таммерфорса, облаштував та забезпечив продовольством, щоб на початку серпня піти в наступ. За цей час головні сили корпусу (10½ тисяч осіб при 83 артилерійських гарматах) перемістились до Кумалакса та Кухмойса, маючи авангард Властова в Сааріярві та невеликі загони Еріксона в Кеуруу та Сабанєєва в Руовесі.
Тим часом шведські війська Клінгспора почали наступ від Сальми до Алаво, де 5 серпня розгромили з'єднаний загін Еріксона та Сабанєєва. Каменський про це дізнався на шляху до Сааріярві. Він дав наказ авангарду Властова продовжувати рухатись до Карстулу та Лінтулакс у тил шведів. Каменський швидко повернув через Ервескюля на Алаво і 13 серпня захопив його, пройшовши за 5 днів понад 150 кілометрів. Звідси, дочекавшись успіхів Властова на фланзі, Каменський рушив за шведами, які почали відступати. Таким чином, 19 серпня Каменський підійшов під Куортане.
Тут головні сили шведів графа Клінгспора займали укріплену позицію, оскільки мали перед фронтом озеро Нісос (фін. Nisosjärvi) і болотисту річку. Правий фланг примикав до великого Куортанського озера, а лівий — впирався в густий ліс, який був підсилений земляним валом, редутами та засіками. Позицію займали близько 7 тисяч солдат при 30 гарматах та близько 6 тисяч озброєних селян.
Каменський наближався до Куортане трьома ешелонами: попереду — авангард Кульнєва, за ним слідом — загін Еріксона, насамкінець — головні сили. В обхід озера Куортане був направлений невеликий загін Козачковського (1 батальйон та 1 ескадрон), а до лівого флангу позиції повинен був вийти підполковник Луков з одним піхотним полком та половиною ескадрону із загону Властова від Лінтулакса.
Ввечері, 19 серпня Кульнєв підійшов до позиції і захопив міст Руона, але був відбитий вогнем батарей, а міст був спалений. Вночі підійшов весь корпус і розпочалось спорудження батареї на віддалі пострілу картеччю від позиції шведів. В темряві неможливо було зробити рекогностування, і Каменський склав план атаки, базуючись на свідчення Раєвського та його офіцерів, які були на тих позиціях шість тижнів тому. Він вирішив атакувати лівий фланг шведів завдяки восьми батальйонам Раєвського. З фронту мав діяти Кульнєв з трьома батальйонами, а решта — три батальйони — поставлені в загальному резерві на великій дорозі. Не отримавши жодної звістки від Лукова протягом ночі о 10 ранку наступного дня Каменський приймає рішення розпочати бій.

## Битва

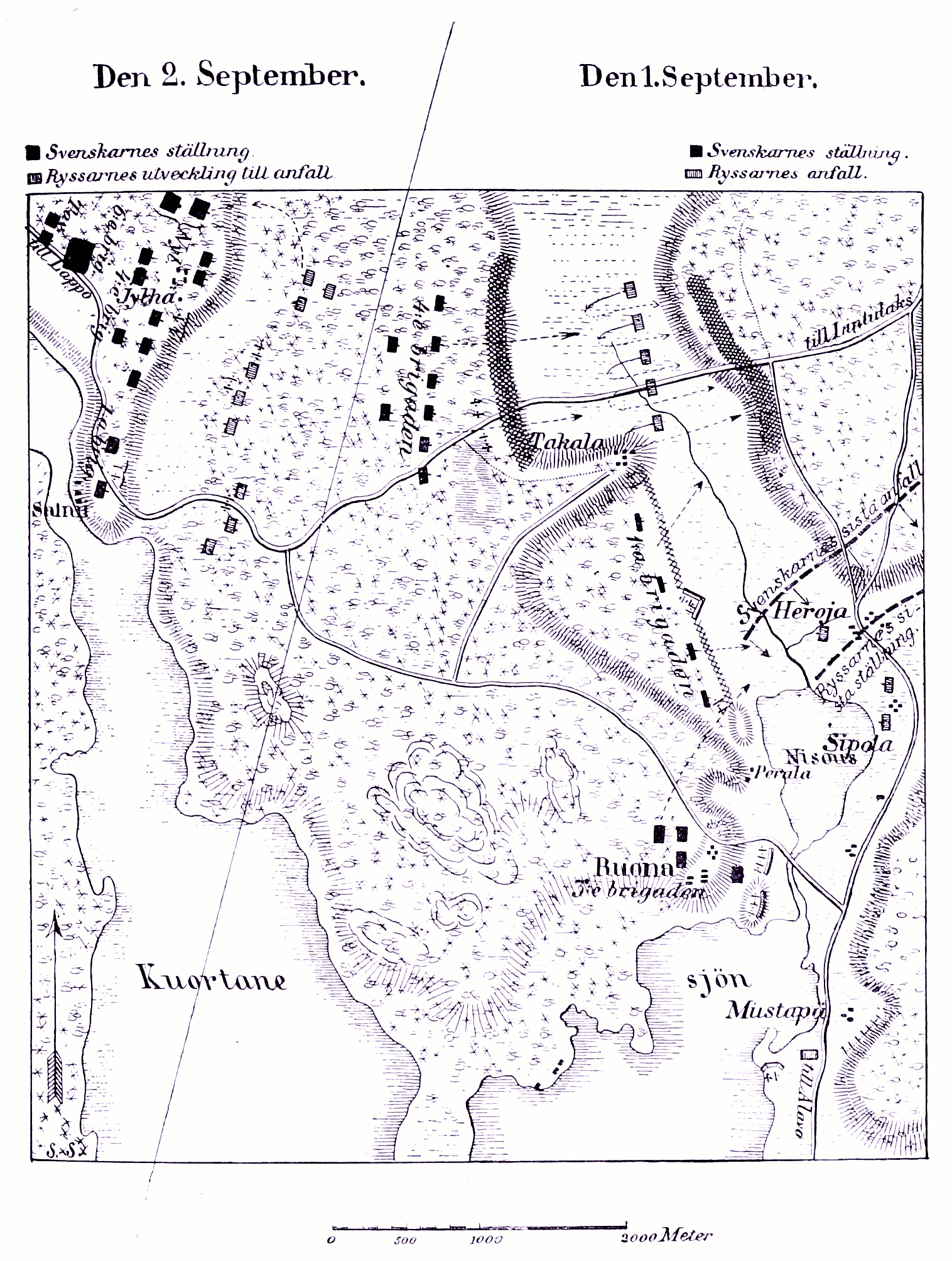
Схема битви
Карта з книги Hugo Schulman. «Striden om Finland 1808—1809».

Генерал Раєвський вирушив густим лісом, повільно долаючи місцеві перешкоди; при колоні несли на руках дві гармати в розібраному вигляді; близько п'яти кілометрів загін пройшов за перші чотири години. Залишивши у Сіполі полк з двома гарматами, Раєвський рушив далі, до села Хероя і почав розгортатися проти лівого флангу позиції. Але, спроби вийти з лісу були зупинені картеччю. Крім того, шведи, помітивши ізольоване положення обхідної колони і користуючись бездіяльністю на фронті позиції, підтягнули до свого лівого флангу резерви і частину сил з правого флангу, і почали атакувати Раєвського, щоб відрізати його від головних сил.
Великими зусиллями росіянам вдалось втримати село Хероя батальйоном, який наблизився з Сіполі. Дізнавшись про складне становище загону Раєвського, граф Каменський відправляє йому два ескадрони на допомогу, а згодом — частину піхоти Кульнєва. Загальний резерв складає один батальйон.
Тим часом Раєвський був відтіснений до села Хероя. Розпочалась нова атака шведів у напрямку населеного пункту Сіполі. Вогонь двох гармат, які були в запасі у Раєвського, допомогли утримати наступ шведів. Після прибуття підкріплення в сутінках Раєвський перейшов до наступу. Він загальним ударом багнетами відтіснив шведів та почав переслідувати їх до головної позиції. З настанням ночі бій зупинився.
Шведський воєначальник Моріц Клінгспор тим часом дізнався про переміщення загонів Лукова і Казачковського та вирішив не чекати наступного дня для здійснення атаки. Залишивши пікети для підтримання бівуачних вогнів, він вночі підступив до села Сальма. В свою чергу, Каменський, не вважаючи себе достатньо сильним для відновлення бою, віддав розпорядження про витягування обозів на Алаво, оскільки розвідка Кульнєва виявила, що шведи залишили свої позиції. Вранці війська зайняли шведський табір, а авангарду Кульнєва з загоном Лукова було доручено переслідування. Шведи стримували позиції у Сальма, але Кульнєв змусив їх продовжити відступати далі.

## Втрати
- Втрати російської імператорської армії — 17 офіцерів, 827 нижчих звань та 51 полонений[1].
- Втрати шведської армії — 22 офіцера, 800 солдат та близько 100 полонених[2]

## Підсумки
Перемога російських військ при Куортане призвела до подальшого відступу шведів за Ваасу.